# آب‌چندار (لنده)
آب‌چندار یک روستا در ایران است که در  شهرستان لنده در استان کهگیلویه و بویراحمد واقع شده‌است. آب‌چندار ۳۱ نفر جمعیت دارد.

## جمعیت
این روستا در دهستان عالی طیب قرار دارد و براساس سرشماری مرکز آمار ایران در سال ۱۳۸۵، جمعیت آن ۳۱ نفر (۷ خانوار) بوده‌است.